# Friends (2.ª temporada)
A segunda temporada de Friends, uma série de comédia de situação americana criada por David Crane e Marta Kauffman, estreou na National Broadcasting Company (NBC) em 21 de setembro de 1995 com o episódio "The One with Ross's New Girlfriend". A série foi produzida pela Bright, Kauffman, Crane Productions em associação com a Warner Bros. Television. A temporada teve 24 episódios e foi concluída com "The One with Barry and Mindy's Wedding" em 16 de maio de 1996. TV Guide classificou-a como a 31.ª das 100 melhores temporadas de todos os tempos.[carece de fontes?]

## Elenco
| - Jennifer Aniston como Rachel Green - Courteney Cox como Monica Geller - Lisa Kudrow como Phoebe Buffay - Matt LeBlanc como Joey Tribbiani - Matthew Perry como Chandler Bing - David Schwimmer como Ross Geller - Lauren Tom como Julie - Mike Hagerty como Mr. Treeger - Tom Selleck como Richard Burke - Adam Goldberg como Eddie Menuek - Jane Sibbett como Carol Willick - Jessica Hecht como Susan Bunch - June Gable como Estelle Leonard - James Michael Tyler como Gunther | - Maggie Wheeler como Janice Hosenstein - Cosimo Fusco como Paolo - Marlo Thomas como Sandra Green - Ron Leibman como Leonard Green - Elliott Gould como Jack Geller - Christina Pickles como Judy Geller - Vincent Ventresca como Fun Bobby - Giovanni Ribisi como Frank Buffay, Jr. - Joel Beeson como The Hombre Man (Todd) - Brittney Powell como Jade - Steve Zahn como Duncan - Jean-Claude Van Damme como ele mesmo - Jon Favreau como Pete Becker - Julia Roberts como Susie - Charlie Sheen como Ryan - Chrissie Hynde como Stephanie Schiffer - Arye Gross como Michael - Michael McKean como Mr. Rastatter - Chris Isaak como Rob Donnen - Emily Procter como Annabel |

## Principais Temas
- Amor entre Ross e Julie(sobretudo no começo da temporada)
- Amor entre Monica e Fun Bobby(sobretudo no começo da temporada)
- Joey atuando na novela "Days of Our Lives" como o Dr. Drake Ramoray
- Ciúmes de Rachel por Ross e vice-versa
- Amor entre Ross e Rachel(a partir da segunda metade da temporada)
- Amor entre Monica e Richard Burke
- Joey deixa de morar com Chandler para morar sozinho
- Eddie passa a dividir o apartamento com Chandler durante a ausência de Joey
- Phoebe reencontra seu pai e seu meio-irmão Frank Jr.

## Episódios
| N.º na série | N.º na temp. | Título original (Título em português)                                                  | Dirigido por     | Escrito por                                                                | Exibição original       | Cód. de produção | Audiência nos EUA (milhões) |
| --- | ------------ | -------------------------------------------------------------------------------------- | ---------------- | -------------------------------------------------------------------------- | ----------------------- | ---------------- | --------------------------- |
| 25 | 1            | "The One with Ross's New Girlfriend" "Aquele com a Nova Namorada do Ross"              | Michael Lembeck  | Jeffrey Astrof e Mike Sikowitz                                             | 21 de setembro de 1995  | 457301           | 32,1                        |
| Ross chega da China com Julie, frustrando Rachel, que pensava em surpreendê-lo no aeroporto e dali em diante, tem dificuldades com a nova namorada de Ross e acaba ficando com Paolo novamente. Enquanto isso, Chandler procura por um alfaiate e Joey indica o seu, passando por uma experiência bem estranha. Phoebe ataca de cabeleireira e dá a Monica um terrível corte de cabelo. |              |                                                                                        |                  |                                                                            |                         |                  |                             |
| 26 | 2            | "The One with the Breast Milk" "Aquele do Leite Materno"                               | Michael Lembeck  | Adam Chase e Ira Ungerleider                                               | 28 de setembro de 1995  | 457302           | 29,8                        |
| Monica vai às compras com Julie sem Rachel saber, mas sente peso na consciência por isso, visto que sabe que Rachel está apaixonada por Ross. Lidando com seu filho recém-nascido, Ross não está muito certo sobre o leite materno. Joey conhece sua cara-metade numa loja de departamento onde vai trabalhar como vendedor de perfume “Dijon for Men” e aparece vestido de cowboy, mas acaba tendo um concorrente á altura. |              |                                                                                        |                  |                                                                            |                         |                  |                             |
| 27 | 3            | "The One Where Heckles Dies" "Aquele em que Heckles Morre"                             | Kevin S. Bright  | Michael Curtis e Gregory S. Malins                                         | 5 de outubro de 1995    | 457303           | 30,2                        |
| O Sr. Heckles, vizinho rabugento que mora no apartamento de baixo de Chandler e Joey, morre de repente e Chandler está com medo porque descobre que ele é parecido com o jovem Sr. Heckles e, determinado que não vai morrer sozinho e amargo, telefona para Janice afim de reatar o romance. Rachel está decepcionada porque Mônica ainda não considera o apartamento como sendo delas. |              |                                                                                        |                  |                                                                            |                         |                  |                             |
| 28 | 4            | "The One with Phoebe's Husband" "Aquele com o Marido da Phoebe"                        | Gail Mancuso     | Alexa Junge                                                                | 12 de outubro de 1995   | 457305           | 28,1                        |
| Sem ninguém saber, Phoebe, na verdade é casada com um homem que precisa de um green card e ela ainda o ama, mas ele quer o divórcio, visto que é gay. |              |                                                                                        |                  |                                                                            |                         |                  |                             |
| 29 | 5            | "The One with Five Steaks and an Eggplant" "Aquele com Cinco Bifes e uma Berinjela"    | Ellen Gittelsohn | Chris Brown                                                                | 19 de outubro de 1995   | 457304           | 28,3                        |
| Chandler tem um encontro com uma misteriosa "Jade" que deixa um recado na sua secretária eletrônica por engano. Mônica recebe uma promoção e alguns bifes de graça na transação. Joey, Phoebe e Rachel estão tristes que os outros vão para lugares caros e eles estão sem dinheiro. Ross faz aniversário. |              |                                                                                        |                  |                                                                            |                         |                  |                             |
| 30 | 6            | "The One with the Baby on the Bus" "Aquele com o Bebê no Ônibus"                       | Gail Mancuso     | Betsy Borns                                                                | 2 de novembro de 1995   | 457306           | 30,2                        |
| Ross tem uma reação alérgica com a torta que Mônica fez, deixando Joey e Chandler como babás e eles perdem seu filho no ônibus. |              |                                                                                        |                  |                                                                            |                         |                  |                             |
| 31 | 7            | "The One Where Ross Finds Out" "Aquele em que Ross Descobre"                           | Peter Bonerz     | Michael Borkow                                                             | 9 de novembro de 1995   | 457307           | 30,5                        |
| Disposta a esquecer seu amor por Ross, Rachel decide continuar com sua vida até que um telefonema muda sua decisão, trazendo Ross para que fiquem juntos. Mônica vira a treinadora pessoal de Chandler. Joey dá alguns conselhos sobre relações a Phoebe. |              |                                                                                        |                  |                                                                            |                         |                  |                             |
| 32 | 8            | "The One with the List" "Aquele com a Lista"                                           | Mary Kay Place   | David Crane e Marta Kauffman                                               | 16 de novembro de 1995  | 457308           | 32,9                        |
| Ross tendo que decidir entre Rachel e Julie, faz uma lista de prós e contras e Rachel a lê. Chandler compra um computador. |              |                                                                                        |                  |                                                                            |                         |                  |                             |
| 33 | 9            | "The One with Phoebe's Dad" "Aquele com o Pai da Phoebe"                               | Kevin S. Bright  | Jeffrey Astrof e Mike Sikowitz                                             | 14 de dezembro de 1995  | 457309           | 27,8                        |
| Phoebe descobre que seu pai está vivo. Há uma festa de Natal. Ross tenta dar um presente para Rachel (uma mola) mas ela não aceita, pois ainda está brava por causa da lista de prós e contras. Ross quebra o aquecedor de Mônica e tenta dar dinheiro ao zelador para que ele conserte. |              |                                                                                        |                  |                                                                            |                         |                  |                             |
| 34 | 10           | "The One with Russ" "Aquele com o Russ"                                                | Thomas Schlamme  | Ira Ungerleider                                                            | 4 de janeiro de 1996    | 457311           | 32,2                        |
| Rachel começa a namorar um cara que se parece muito com Ross, chamado Russ, o que intriga os amigos pela semelhança tanto física, quanto de personalidade entre eles, com isso, Ross está recentemente solteiro após ter rompido com Julie e se incomoda em ver Rachel namorando, entrando em atrito com Russ, visto que os dois sequer percebem as semelhanças entre si. Solteira e desacreditada de sua vida amorosa, Monica dá uma nova chance a Fun Bobby, mas descobre que ele se tornou alcoólatra e tenta fazê-lo largar o vício, apenas para perceber que ele não é mais tão engraçado sem ter bebido álcool, sendo uma pessoa chata que Monica apenas tenta ajudar, mas os contratempos entre eles só colocam tudo a perder no relacionamento. Frustrado com seus trabalhos mais recentes, Joey para de atuar e isso o deprime, mas uma nova proposta pode mudar totalmente a situação. |              |                                                                                        |                  |                                                                            |                         |                  |                             |
| 35 | 11           | "The One with the Lesbian Wedding" "Aquele com o Casamento Lésbico"                    | Thomas Schlamme  | Doty Abrams                                                                | 18 de janeiro de 1996   | 457312           | 31,6                        |
| Carol e Susan resolvem se casar e Ross não gosta disso. A mãe de Rachel faz uma visita. Uma senhora morre na mesa de massagens, e seu espírito "entra" em Phoebe. |              |                                                                                        |                  |                                                                            |                         |                  |                             |
| 36 37 | 12 13        | "The One After the Superbowl" "Aquele Depois do Superbowl"                             | Michael Lembeck  | Jeffrey Astrof e Mike SikowitzMichael Borkow                               | 28 de janeiro de 1996   | 457313 457314    | 52,9                        |
| Ross vai em busca de Marcel, seu macaco. Joey começa a namorar uma fã que acha que ele e seu personagem são a mesma pessoa, se referindo a Joey como Dr. Drake. Phoebe canta para crianças e deixa os pais com raiva até começar a flertar com seu chefe(Chris Isaak), que temporariamente desiste de demití-la e lhe dá alguns conselhos. A busca por Marcel leva a turma até um estúdio de cinema onde Joey vê uma chance de um novo papel numa produção e Monica flagraVan Damme(interpretando a si mesmo como ator na suposta produção) e tenta falar com ele, que acaba se interessando por Rachel quando esta apenas tentava ajudar a amiga a se aproximar do astro., o que mais tarde gera uma briga infantil entre as duas meio que disputando a atenção do ator. No mesmo set de filmagem, Chandler reencontra uma maquiadora(Julia Roberts) que era sua "amiga" nos tempos de escola. No final, Joey consegue uma pontinha no filme com Van Damme, mas as coisas fogem de seu planejamento inicial. |              |                                                                                        |                  |                                                                            |                         |                  |                             |
| 38 | 14           | "The One with the Prom Video" "Aquele com o Vídeo de Formatura"                        | James Burrows    | Alexa Junge                                                                | 1 de fevereiro de 1996  | 457310           | 33,6                        |
| Os pais de Monica e Ross deixam com eles o vídeo de formatura de Monica e Rachel. Rachel descobre no vídeo alguma coisa sobre Ross que ela acha irresistível. Joey dá a Chandler um bracelete de ouro. |              |                                                                                        |                  |                                                                            |                         |                  |                             |
| 39 | 15           | "The One Where Ross and Rachel... You Know" "Aquele em que Ross e Rachel... Você Sabe" | Michael Lembeck  | Michael Curtis e Gregory S. Malins                                         | 8 de fevereiro de 1996  | 457315           | 32,9                        |
| Ross sai com Rachel e vão para o museu... Joey compra duas poltronas e uma TV tela grande e ele e Chandler aproveitam a nova sala de TV para assistirem “Beavis and Butt-Head”. Depois de muitos anos, Mônica reencontra Richard, um velho amigo de seus pais e os dois começam a sair juntos apesar da grande diferença de idade entre eles. |              |                                                                                        |                  |                                                                            |                         |                  |                             |
| 40 | 16           | "The One Where Joey Moves Out" "Aquele em que Joey Sai"                                | Michael Lembeck  | Betsy Borns                                                                | 15 de fevereiro de 1996 | 457316           | 31,1                        |
| Monica começa a namorar Richard e ambos vão à casa dos pais dela afim de assumirem a relação, quando durante uma festa, Mônica ouve seus pais transando no banheiro. Afim de mudarem seu visual, Rachel e Phoebe pensam em fazer tatuagens. Com sua carreira artística em ascensão, Joey vê que precisa ter seu próprio espaço e decide se mudar afim de morar sozinho, incomodando Chandler, que disputa com ele a mesa de pebolim. |              |                                                                                        |                  |                                                                            |                         |                  |                             |
| 41 | 17           | "The One Where Eddie Moves In" "Aquele em que Eddie Entra"                             | Michael Lembeck  | Adam Chase                                                                 | 22 de fevereiro de 1996 | 457317           | 30,2                        |
| Chandler ganha um novo companheiro de quarto: Eddie. No começo a relação dos dois é normal e Chandler acredita poder ter em Eddie um amigo, mas logo percebem ser bem diferentes um do outro. Ross incomoda Mônica por ele estar sempre no pé dela. Joey está em seu novo apartamento e todos vão visitá-lo, menos Chandler, que está enciumado e inconformado com Joey estar gostando de seu novo apartamento e se sente sozinho sem seu velho companheiro de quarto. |              |                                                                                        |                  |                                                                            |                         |                  |                             |
| 42 | 18           | "The One Where Dr. Ramoray Dies" "Aquele em que o Dr. Ramoray Morre"                   | Michael Lembeck  | História por : Alexa Junge Roteiro por : Michael Borkow                    | 21 de março de 1996     | 457318           | 30,1                        |
| Monica e Richard, Ross e Rachel tem suas primeiras brigas justamente quando ambos os casais decidiram ter suas noites de amor. O personagem de Joey morre na sua série de TV, numa tentativa de que este abandone a série por ser considerado um mau ator, o que o deprime bastante. Em meio a constantes desentendimentos, Eddie briga com Chandler por causa de Tilly, sua ex-namorada, visto que Eddie acha que Chandler e Tilly estão tendo um caso. |              |                                                                                        |                  |                                                                            |                         |                  |                             |
| 43 | 19           | "The One Where Eddie Won't Go" "Aquele em que Eddie Não Vai Embora"                    | Michael Lembeck  | Michael Curtis e Gregory S. Malins                                         | 28 de março de 1996     | 457319           | 31,2                        |
| Eddie desenvolve o estranho hábito de ficar olhando Chandler dormir, essa e outras situações fazem com que Chandler fique ainda mais assustado com seu companheiro de quarto e perca a paciência, gerando sérias desavenças entre eles. Ross compra um cachorro de cerâmica para Joey, mas este não sabe onde colocar, uma vez que apenas aceitou por consideração ao amigo e começa a sentir falta de ter um companheiro de quarto, enquanto Chandler insiste em que Eddie deixe o apartamento, ao que este ignora, agindo como se nada estivesse acontecendo, devido a não querer largar o apartamento. Após Joey confessar que sente falta de morar com Chandler, este o recebe de volta no apartamento e os dois fingem a Eddie que ele nunca morou lá, como plano de desviá-lo. |              |                                                                                        |                  |                                                                            |                         |                  |                             |
| 44 | 20           | "The One Where Old Yeller Dies" "Aquele em que o Velho Yeller Morre"                   | Michael Lembeck  | História por : Michael Curtis e Gregory S. Malins Roteiro por : Adam Chase | 4 de abril de 1996      | 457320           | 27,4                        |
| Phoebe descobre que sua mãe nunca a deixou ver os finais tristes dos filmes. Richard tenta ser o mais parecido possível com os “caras”. Rachel está com raiva porque Ross planejou o resto de suas vidas. Ross vê seu filho ficar em pé pela primeira vez. Ben fala “bye” para Ross. Phoebe está assistindo desenho com Ben. |              |                                                                                        |                  |                                                                            |                         |                  |                             |
| 45 | 21           | "The One with the Bullies" "Aquele com os Valentões"                                   | Michael Lembeck  | Brian Buckner e Sebastian Jones                                            | 25 de abril de 1996     | 457321           | 24,7                        |
| Ross e Chandler são impedidos de usar o sofá no bar café Central Perk, graças a dois encrenqueiros que roubam o boné de Chandler e se declaram os donos do território na intenção de intimidar. Após serem vítimas dos mais diversos abusos de força, Chandler e Ross se preparam para finalmente brigar com os “valentões”. Phoebe tenta visitar seu pai de novo. Mônica vai trabalhar numa lanchonete e começa a fazer uso de peitos postiços, ao que Joey fica olhando e incomodando-a. |              |                                                                                        |                  |                                                                            |                         |                  |                             |
| 46 | 22           | "The One with the Two Parties" "Aquele com as Duas Festas"                             | Michael Lembeck  | Alexa Junge                                                                | 2 de maio de 1996       | 457322           | 25,5                        |
| Os pais de Rachel estão se divorciando e para manter seus pais sem se ver e evitar brigas, são feitas duas festas de aniversário simultâneas para Rachel, sendo uma no apartamento de Mônica(onde está a mãe de Rachel) e outra no apartamento de Chandler(onde está o pai). Mônica tenta animar a festa em seu apartamento, sem sucesso, já que os convidados estão bastante entediados e vivem migrando para a festa no apartamento de Chandler, que é certamente mais divertida. Ross e Rachel vivem se dividindo entre as duas festas enquanto os demais amigos tentam a todo custo impedir qualquer mínimo contato entre os pais de Rachel. |              |                                                                                        |                  |                                                                            |                         |                  |                             |
| 47 | 23           | "The One with the Chicken Pox" "Aquele com a Catapora"                                 | Michael Lembeck  | Brown Mandell                                                              | 9 de maio de 1996       | 457324           | 26,1                        |
| Phoebe tem um visitante de fora da cidade e ambos tem catapora. Mônica está chateada que Richard não está tão neurótico quanto era. Phoebe entende a o nome do café “Central Perk” Ross aparece vestido de marinheiro para Rachel. Participação especial: Charlie Sheen. |              |                                                                                        |                  |                                                                            |                         |                  |                             |
| 48 | 24           | "The One with Barry and Mindy's Wedding" "Aquele com o Casamento de Barry e Mindy"     | Michael Lembeck  | História por : Ira Ungerleider Roteiro por : Brown Mandell                 | 16 de maio de 1996      | 457323           | 29,0                        |
| Mônica e Richard discutem seu futuro. Joey, para conseguir um papel, precisa beijar um outro cara. Phoebe dá um beijo em Joey. Ross e Rachel vão ao casamento de Barry e Mindy. Chandler conhece uma garota através da internet e combina de se encontrar com ela. Ross dá um beijo em Joey. |              |                                                                                        |                  |                                                                            |                         |                  |                             |

## Audiência
| Nº. na série | Nº na temporada | Episódio                                    | Exibição                | Horário (EST)        | Rating/Share (18–49) | Espectadores (m) | Posição na semana | Ref.  |
| ------------ | --------------- | ------------------------------------------- | ----------------------- | -------------------- | -------------------- | ---------------- | ----------------- | ----- |
| 25           | 1               | "The One with Ross's New Girlfriend"        | 21 de setembro de 1995  | Quintas-feiras 20:00 | 20.5/33              | 32.1             | 3                 | [ 3 ] |
| 26           | 2               | "The One with the Breast Milk"              | 28 de setembro de 1995  | Quintas-feiras 20:00 | 19.3/31              | 29.8             | 4                 | [ 3 ] |
| 27           | 3               | "The One Where Heckles Dies"                | 5 de outubro de 1995    | Quintas-feiras 20:00 | 19.8/31              | 30.2             | 3                 | [ 3 ] |
| 28           | 4               | "The One with Phoebe's Husband"             | 12 de outubro de 1995   | Quintas-feiras 20:00 | 19.3/31              | 28.1             | 3                 | [ 3 ] |
| 29           | 5               | "The One with Five Steaks and an Eggplant"  | 19 de outubro de 1995   | Quintas-feiras 20:00 | 18.6/30              | 28.3             | 4                 | [ 3 ] |
| 30           | 6               | "The One with the Baby on the Bus"          | 2 de novembro de 1995   | Quintas-feiras 20:00 | 19.7/30              | 30.2             | 3                 | [ 3 ] |
| 31           | 7               | "The One Where Ross Finds Out"              | 9 de novembro de 1995   | Quintas-feiras 20:00 | 19.6/31              | 30.5             | 4                 | [ 3 ] |
| 32           | 8               | "The One with the List"                     | 16 de novembro de 1995  | Quintas-feiras 20:00 | 21.1/33              | 32.9             | 3                 | [ 3 ] |
| 33           | 9               | "The One with Phoebe's Dad"                 | 14 de dezembro de 1995  | Quintas-feiras 20:00 | 18.8/30              | 27.8             | 3                 | [ 3 ] |
| 34           | 10              | "The One with Russ"                         | 4 de janeiro de 1996    | Quintas-feiras 20:00 | 21.0/31              | 32.2             | 3                 | [ 3 ] |
| 35           | 11              | "The One with the Lesbian Wedding"          | 11 de janeiro de 1996   | Quintas-feiras 20:00 | 20.8/31              | 31.6             | 1                 | [ 3 ] |
| 36           | 12              | "The One After the Superbowl"               | 28 de janeiro de 1996   | Domingo 22:13        | 29.6/46              | 52.9             | 4                 | [ 3 ] |
| 37           | 13              | "The One After the Superbowl"               | 28 de janeiro de 1996   | Domingo 22:13        | 29.6/46              | 52.9             | 4                 | [ 3 ] |
| 38           | 14              | "The One with the Prom Video"               | 1 de fevereiro de 1996  | Quintas-feiras 20:00 | 21.7/32              | 33.6             | 3                 | [ 3 ] |
| 39           | 15              | "The One Where Ross and Rachel... You Know" | 8 de fevereiro de 1996  | Quintas-feiras 20:00 | 21.7/33              | 32.9             | 3                 | [ 3 ] |
| 40           | 16              | "The One Where Joey Moves Out"              | 15 de fevereiro de 1996 | Quintas-feiras 20:00 | 21.1/33              | 31.1             | 3                 | [ 3 ] |
| 41           | 17              | "The One Where Eddie Moves In"              | 22 de fevereiro de 1996 | Quintas-feiras 20:00 | 20.0/31              | 30.2             | 3                 | [ 3 ] |
| 42           | 18              | "The One Where Dr. Ramoray Dies"            | 21 de março de 1996     | Quintas-feiras 20:00 | 19.9/21              | 30.1             | 1                 | [ 3 ] |
| 43           | 19              | "The One Where Eddie Won't Go"              | 28 de março de 1996     | Quintas-feiras 20:00 | 20.0/32              | 31.2             | 4                 | [ 3 ] |
| 44           | 20              | "The One Where Old Yeller Dies"             | 4 de abril de 1996      | Quintas-feiras 20:00 | 18.4/31              | 27.4             | 4                 | [ 3 ] |
| 45           | 21              | "The One with the Bullies"                  | 26 de abril de 1996     | Quintas-feiras 20:00 | 16.6/30              | 24.7             | 5                 | [ 3 ] |
| 46           | 22              | "The One with Two Parties"                  | 2 de maio de 1996       | Quintas-feiras 20:00 | 18.0/33              | 25.5             | 4                 | [ 3 ] |
| 47           | 23              | "The One with the Chicken Pox"              | 9 de maio de 1996       | Quintas-feiras 20:00 | 18.1/33              | 26.1             | 3                 | [ 3 ] |
| 48           | 24              | "The One with Barry and Mindy's Wedding"    | 16 de maio de 1996      | Quintas-feiras 20:00 | 19.1/34              | 29.0             | 4                 | [ 3 ] |